# Подтайбольский
Подтайбольский — ручей в России, протекает по территории городского поселения Зеленоборского Кандалакшского района Мурманской области. Длина ручья — 2,3 км, площадь водосборного бассейна — 2,7 км².
Ручей берёт начало из ламбины без названия на высоте 112,6 м над уровнем моря и далее течёт преимущественно в западном направлении.
Впадает на высоте 37,2 м над уровнем моря в Ковдозеро.
Почти на всём своём протяжении ручей протекает по территории посёлка городского типа Зеленоборского.
Код объекта в государственном водном реестре — 02020000612202000001484.